# Samuel Marques
Samuel Marques (fr. wym. /sa'mɥɛl maʁ'kɛs/, ur. 7 grudnia 1988 w Condom) – francuski rugbysta portugalskiego pochodzenia występujący na pozycji łącznika młyna. Reprezentant Portugalii, uczestnik pucharu świata.

## Młodość
Marques dorastał w niewielkim Eauze w departamencie Gers w południowo-zachodniej Francji. Dzięki ojcu, który sam uprawiał rugby, od najmłodszych lat miał kontakt z tą dyscypliną sportu. Jego pierwszym klubem był lokalny US Eauze d’Armagnac. W wieku ok. 12 lat równolegle uprawiał też piłkę nożną, jednak gdy godzenie treningów stało się zbyt uciążliwe, zdecydował się ostatecznie na rugby. Jak sam później przyznawał nabyte w dzieciństwie umiejętności piłkarskie pomogły mu w zawodowej karierze rugbysty. Od początku wyróżniał się umiejętnością kopania na bramkę. W wieku 13–14 lat kopy wykonywał skutecznie nawet z odległości 50 metrów.
W dzieciństwie jego idolem był reprezentant Francji Frédéric Michalak.

## Kariera klubowa
Na pierwszą zawodową umowę przyszło mu czekać do 19. roku życia, kiedy w 2007 roku podpisał kontrakt młodzieżowy z Section Paloise. Jego debiut w zespole seniorów (i jedyne w sezonie spotkanie w Pro D2) przypadło na mecz z FC Auch Gers w listopadzie 2009 roku. Rok później rozegrał już kilkanaście, a w kolejnym sezonie – ponad 20 meczów ligowych. Po tym, jak w styczniu 2011 roku zadebiutował w pierwszym składzie, wygrał klubową rywalizację o pozycję „numer 9” m.in. z reprezentantem Tonga Tanielą Moą. Po przyjściu do klubu Kevina Boulogne z Perpignan Marques podpisał swój pierwszy, obowiązujący dwa lata kontrakt seniorski. Bezpośrednio potem został jednak wypożyczony do SC Albi celem nabrania doświadczenia – początkowo na rok. Później jego pobyt przedłużono o kolejny sezon.
W nowym klubie szybko został jednym z liderów drużyny, a w połowie sezonu 2012/2013 był najlepiej punktującym zawodnikiem Albi. Zimą prezentował się nieco gorzej, po części z uwagi na nawracające problemy zdrowotne z kolanem. Rok później zajął drugie miejsce na liście najlepiej punktujących zawodników w Pro D2. W ciągu dwóch sezonów rozegrał w sumie 55 meczów ligowych, 80% z nich w pierwszym składzie. Szczególnie skuteczny był w drugim z nich, kiedy w 29 meczach zdobył 320 punktów (5 przyłożeń, 20 podwyższeń, 85 rzutów karnych).
Wkrótce po powrocie do Pau w 2014 roku stał się podstawowym zawodnikiem Section. Jego wkład, obok wzmocnienia składu doświadczonymi zawodnikami mającymi na koncie występy w pucharze świata takimi jak Julien Pierre, Conrad Smith, czy Colin Slade, walnie przyczynił się do bardzo dobrego wyniku klubu – tytułu mistrza ligi i bezpośredniego awansu do Top 14 po dziewięciu latach przerwy. 
Rozegrawszy jeden sezon w najwyższej klasie rozgrywkowej reprezentant Portugalii zdecydował się na przenosiny do Stade Toulousain, z którym w 2016 roku podpisał roczny kontrakt z opcją przedłużenia na kolejny sezon. W klubie z Tuluzy przegrał jednak rywalizację o miejsce w składzie z Sébastienem Bézym. W całym sezonie rozegrał tylko 10 ligowych meczów w podstawowym składzie, widocznie stracił też skuteczność kopnięć na bramkę.
Nieudany pobyt w Stade Toulousain spowodował, że jego roczny kontrakt nie został przedłużony, a Marques w połowie 2017 roku przeniósł się do CA Brive, gdzie szybko wywalczył sobie miejsce w składzie. Choć już pierwszy sezon zakończył się spadkiem do Pro D2, zawodnik zdecydował się przedłużyć swój kontrakt o kolejne dwa lata. W sezonie 2018/2019 gracze Brive okazali się najlepsi w Pro D2 i po zaledwie roku wrócili do Top 14.
Sam Marques grę na najwyższym poziomie zagwarantował sobie jeszcze przed końcem sezonu, kiedy podpisał dwuletni kontrakt z Section Paloise. Argumentował później, że ten sposób mógł wrócić do miasta, w którym mieszkała wówczas jego rodzina. W czasie swojego trzeciego pobytu w klubie z Pau rozegrał 26 meczów ligowych i cztery spotkania w European Rugby Challenge Cup, przy czym większość z nich zaczynał na ławce rezerwowych.
W 2021 roku przeniósł się do US Carcassonne na drugim poziomie rozgrywkowym. Niewielki klub z Oksytanii w sezonie 2021/2022 był rewelacją rozgrywek, docierając do fazy pucharowej Pro D2 po raz pierwszy w swojej historii. Marques, który w 23 meczach zdobył ponad 200 punktów, był wyróżniającą się postacią i jednym z kapitanów drużyny. Za swoje występy otrzymał Oscara – nagrodę przyznawaną przez branżową gazetę Midi Olympique. Został też zaproszony do udziału w towarzyskim meczu francuskiego Barbarian Rugby Club przeciwko Stanom Zjednoczonym. Zupełnie inny przebieg miał sezon 2022/2023. Mimo zwycięstwa w ostatniej kolejce i równej liczby punktów co poprzedzający go Soyaux Angoulême XV Charente, klub z Carcassonne, którego Marques był kapitanem, spadł na poziom Nationale.
Mimo tego łącznik młyna kontynuował swoją karierę na drugim poziomie rozgrywkowym, podpisując z AS Béziers Hérault dwuletni kontrakt z możliwością przedłużenia go o kolejny rok.

## Kariera reprezentacyjna
Trenujący w prowincjonalnym zespole z Eauze Marques nie był uwzględniany w składach młodzieżowych reprezentacji Francji. Kiedy wreszcie otrzymał powołanie do reprezentacji uniwersyteckiej, udział w zgrupowaniu wykluczył uraz klubowego kolegi, a w konsekwencji brak zgody na wyjazd ze strony klubu.
Z uwagi na portugalskie korzenie uprawniony był do gry w reprezentacji także i tego kraju. Pierwsze zaproszenie do drużyny narodowej otrzymał latem 2012 roku, jednak początkowo odmówił z uwagi na proces powrotu do zdrowia po kontuzji kolana. Ostatecznie do zespołu Os Lobos trafił po raz pierwszy kilka miesięcy później, na serię meczów w Ameryce Południowej. Wskazywał, że kierował się chęcią sprawdzenia swoich umiejętności na poziomie międzynarodowym i poznania innej kultury. Debiutował 11 listopada 2012 r. w spotkaniu z Urugwajem. Później wystąpił jeszcze w meczu z Chile, a na początku 2013 roku z Belgią, Rosją i Hiszpanią w Pucharze Narodów Europy 2013. Zagrawszy w portugalskiej kadrze pięć spotkań, przez długi czas pozostawał poza reprezentacją, przedkładając nad nią swoją karierę klubową.
Sytuacja uległa zmianie dopiero wraz z zatrudnieniem na stanowisku selekcjonera doświadczonego francuskiego trenera Patrice’a Lagisqueta. Jego pozycja i usilne namowy spowodowały, że Marques jesienią 2020 roku przyjął powołanie na zgrupowanie. Choć ostatecznie pozostał w klubie i nie brał udziału w meczach testowych reprezentacji przeciwko Brazylii, to jednak począwszy od nadchodzącego turnieju Rugby Europe Championship 2021 stał się jednym z podstawowych zawodników portugalskiej kadry. Wystąpił  w pierwszym składzie we wszystkich pięciu meczach, zdobywając przy tym 74 punkty (1 przyłożenie, 21 podwyższeń, 9 rzutów karnych). W wysoko wygranym meczu z Holandią zaliczył osiem podwyższeń, co stanowiło wówczas rekord zespołu Os Lobos.
W 2022 roku wystąpił w meczach Rugby Europe Championship oraz śródrocznych sparingach z Włochami i drugim zespołem Argentyny. Jesienią był jednym z najważniejszych zawodników zespołu uczestniczącego w międzykontynentalnym turnieju barażowym o ostatnie miejsce na Pucharze Świata we Francji. Po wysokich wygranych nad Hongkongiem i Kenią Portugalczykom, dzięki lepszej różnicy zdobytych punktów, do awansu wystarczał remis w ostatnim spotkaniu ze Stanami Zjednoczonymi. Celnie wykonane przez Marquesa kopnięcie z rzutu karnego już po upływie regulaminowych 80 minut wyrównało wynik spotkania na 16:16, dzięki czemu Os Lobos po raz drugi w swojej historii zakwalifikowali się do turnieju głównego.
W 2023 roku uczestniczył w wysoko wygranym meczu grupowym Rugby Europe Championship z Polską i półfinale z Hiszpanią, w którym uznany najlepszym zawodnikiem spotkania (w obu zdobył po przyłożeniu). W ramach przygotowań do Mundialu grał z USA i Australią A. W sierpniu 2023 roku znalazł się w ostatecznym składzie Portugalii na Puchar Świata, w czasie którego wystąpił we wszystkich czterech meczach grupowych swojej drużyny, w tym w zremisowanym meczu z Gruzją oraz wygranym z Fidżi. Zwycięstwo 24:23 w ostatnim ze wspomnianych było pierwszym takim sukcesem na imprezie rangi mistrzostw świata w historii reprezentacji. Decydujące dla wyniku spotkania okazało się podwyższenie Marquesa po przyłożeniu Rodrigo Marty w ostatniej minucie meczu. Sam Marques, podobnie jak inny weteran Mike Tadjer, zapowiedział, że z końcem turnieju zakończy też swoją karierę międzynarodową.

### Statystyki
| Drużyna narodowa | Rok  | Mecze | Punkty |
| ---------------- | ---- | ----- | ------ |
| Portugalia       | 2012 | 2     | 0      |
| Portugalia       | 2013 | 3     | 12     |
| Portugalia       | 2014 | —     | —      |
| Portugalia       | 2015 | —     | —      |
| Portugalia       | 2016 | —     | —      |
| Portugalia       | 2017 | —     | —      |
| Portugalia       | 2018 | —     | —      |
| Portugalia       | 2019 | —     | —      |
| Portugalia       | 2020 | —     | —      |
| Portugalia       | 2021 | 6     | 84     |
| Portugalia       | 2022 | 7     | 76     |
| Portugalia       | 2023 | 7     | 61     |
| Suma             | Suma | 25    | 233    |

| Występy w reprezentacji Portugalii | Występy w reprezentacji Portugalii | Występy w reprezentacji Portugalii            | Występy w reprezentacji Portugalii | Występy w reprezentacji Portugalii | Występy w reprezentacji Portugalii |
| Lp.                                | Data                               | Stadion, miasto                               | Przeciwnik                         | Wynik                              | Zdobyte punkty                     |
| ---------------------------------- | ---------------------------------- | --------------------------------------------- | ---------------------------------- | ---------------------------------- | ---------------------------------- |
| 1.                                 | 11.11.2012                         | Estadio Charrúa, Montevideo                   | Urugwaj                            | 32:25                              | 0                                  |
| 2.                                 | 17.11.2012                         | Estadio San Carlos de Apoquindo, Santiago     | Chile                              | 28:22                              | 0                                  |
| 3.                                 | 23.02.2013                         | Estádio Universitário de Lisboa, Lizbona      | Belgia                             | 18:12                              | 0                                  |
| 4.                                 | 9.03.2013                          | Estádio Sérgio Conceição, Coimbra             | Rosja                              | 23:31                              | 9 (3K)                             |
| 5.                                 | 16.03.2013                         | Estadio de San Lázaro, Santiago de Compostela | Hiszpania                          | 9:9                                | 3 (K)                              |
| 6.                                 | 6.03.2021                          | Estádio Nacional de Jamor, Oeiras             | Gruzja                             | 16:29                              | 11 (pd 3K)                         |
| 7.                                 | 13.03.2021                         | Estádio Nacional de Jamor, Oeiras             | Rumunia                            | 27:28                              | 12 (3pd 2K)                        |
| 8.                                 | 27.03.2021                         | Estádio Nacional de Jamor, Oeiras             | Hiszpania                          | 43:28                              | 18 (P 5pd K)                       |
| 9.                                 | 10.07.2021                         | Nationaal Rugby Centrum Amsterdam, Amsterdam  | Holandia                           | 61:28                              | 16 (8 pd)                          |
| 10.                                | 17.07.2021                         | Stadion Niżny Nowogród, Niżny Nowogród        | Rosja                              | 49:26                              | 17 (4pd 3K)                        |
| 11.                                | 13.11.2021                         | Estádio Cidade de Coimbra, Coimbra            | Japonia                            | 25:38                              | 10 (2pd 2K)                        |
| 12.                                | 6.02.2022                          | Stadion Awczala, Tbilisi                      | Gruzja                             | 25:25                              | 10 (2pd 2K)                        |
| 13.                                | 12.02.2022                         | Stadionul Arcul de Triumf, Bukareszt          | Rumunia                            | 27:37                              | 7 (2pd K)                          |
| 14.                                | 13.03.2022                         | Estadio Nacional Complutense, Madryt          | Hiszpania                          | 28:33                              | 13 (2pd 3K)                        |
| 15.                                | 25.06.2022                         | Estádio do Restelo, Lizbona                   | Włochy                             | 31:38                              | 9 (3pd K)                          |
|                                    | 9.07.2022                          | Estádio do Restelo, Lizbona                   | Argentina XV                       | 35:52                              | 13 (2pd 3K)                        |
| 16.                                | 6.11.2022                          | The Sevens, Dubaj                             | Hongkong                           | 42:14                              | 12 (6pd)                           |
| 17.                                | 12.11.2022                         | The Sevens, Dubaj                             | Kenia                              | 85:0                               | 14 (7pd)                           |
| 18.                                | 18.11.2022                         | The Sevens, Dubaj                             | Stany Zjednoczone                  | 16:16                              | 11 (pd 3K)                         |
| 19.                                | 11.02.2023                         | Narodowy Stadion Rugby, Gdynia                | Polska                             | 65:3                               | 13 (P 4pd)                         |
| 20.                                | 4.03.2023                          | Estádio do Restelo, Lizbona                   | Hiszpania                          | 27:10                              | 17 (P 3pd 2K)                      |
| 21.                                | 12.08.2023                         | Estádio Algarve, Faro/Loulé                   | Stany Zjednoczone                  | 46:20                              | 7 (2pd K)                          |
|                                    | 26.08.2023                         | Stade Jules Ladoumègue, Massy                 | Australia A                        | 17:30                              | 7 (2pd K)                          |
| 22.                                | 16.09.2023                         | Allianz Riviera, Nicea                        | Walia                              | 8:28                               | 3 (K)                              |
| 23.                                | 23.09.2023                         | Stadium de Toulouse, Tuluza                   | Gruzja                             | 18:18                              | 8 (pd 2K)                          |
| 24.                                | 1.10.2023                          | Stade Geoffroy-Guichard, Saint-Étienne        | Australia                          | 14:34                              | 4 (2pd)                            |
| 25.                                | 8.10.2023                          | Stadium de Toulouse, Tuluza                   | Fidżi                              | 24:23                              | 9 (3pd K)                          |

## Życie osobiste
Urodzony i wychowany we Francji Samuel ma pochodzenie portugalskie – jego ojciec Delphin urodził się w Vila Nova de Famalicão. Choć cała rodzina, włącznie z dziadkami, żyła następnie we Francji i nie miała już żadnych związków z Portugalią, w 2023 roku Samuel Marques podkreślał, że czuje się Portugalczykiem dzięki pielęgnowanej w rodzinie więzi z krajem pochodzenia.
Delphin Marques w młodości grał w rugby jako młynarz, a w późniejszym okresie był prezesem klubu z Eauze. W klubie tym grał także starszy z jego synów, Philippe. Jego trzecie dziecko to córka Marie-Laure.
Samuel w 2021 roku był właścicielem agencji nieruchomości działającej w Pau.